# Stef Van Zummeren
Stef van Zummeren (Turnhout, 20 december 1991) is een Belgisch wielrenner die sinds 2017 rijdt hij voor Veranda's Willems-Crelan.
Als prof boekte hij reeds één individuele UCI-zege. In 2015 klopte hij in een sprint met twee de Duitser Philipp Walsleben, en won zo het Circuit de Wallonie.

## Palmares

### Overwinningen
2015 - 2 zeges
- 1e etappe Paris-Arras Tour (ploegentijdrit)
- Circuit de Wallonie

## Resultaten in voornaamste wedstrijden
|      | \| Jaar \| Gent-Wevelgem \| Ronde van Vlaanderen \| \| ---- \| ------------- \| -------------------- \| \| 2017 \| opgave \| opgave \| |                      |
| Jaar | Gent-Wevelgem | Ronde van Vlaanderen |
| 2017 | opgave | opgave               |